# Steven Nzonzi
Pour les articles homonymes, voir Nzonzi.
Steven Nzonzi, né le 15 décembre 1988 à La Garenne-Colombes (Hauts-de-Seine), est un footballeur international français qui évolue actuellement au poste de milieu de terrain à Stoke City.

## Biographie

### Enfance et formation
Né à La Garenne-Colombes en région parisienne d'un père congolais et d'une mère française, Steven Nzonzi commence le football au Racing Club de France 92. Il intègre ensuite le Paris Saint-Germain et y passe trois saisons : benjamin 2e année, et deux ans en moins de 13 ans ; au centre de préformation à Conflans-Sainte-Honorine. Mais il n'est pas conservé pour intégrer le centre de formation, jugé trop faible physiquement.
Steven Nzonzi intègre le CA Lisieux, dans le Calvados. Outre les classes foot en horaires aménagés au collège, il intègre l’équipe des 14 ans fédéraux du club amateur. Au bout d'une saison, Steven intègre le centre de formation SM Caen, mais pour seulement un an car à nouveau non-conservé. Durant son année à Caen, il grandit de 30 cm et se blesse régulièrement. « Il avait perdu en motricité mais niveau technique et intelligence de jeu, c’était très fort », se rappelle un formateur du club caennais à l’époque.
En 2004, Steven Nzonzi part à l'AS Beauvais Oise pour évoluer en 16 ans nationaux avant d'intégrer l'Amiens SC.

### Débuts professionnels à Amiens
En 2005, Steven Nzonzi intègre l'Amiens SC, dont l'équipe professionnelle évolue en Ligue 2, et le lycée de la Hotoie.
En fin de saison 2007-2008, l'entraîneur Ludovic Batelli l'intègre une première fois dans le groupe professionnel pour un déplacement au Havre AC. Il joue ensuite un match complet à Libourne. Début mai 2008, Steven Nzonzi signe son premier contrat pro et se lie avec l'ASC pour une durée de trois ans, jusqu'en juin 2011.
Lors de l’exercice suivant, Steven Nzonzi est un membre à part entière du groupe amiénois. Il profite en début de saison 2008-2009 de la blessure de Maxime Brillault et du repositionnement de Carl Tourenne comme défenseur central pour s'imposer comme un élément clé de l'équipe. Il inscrit son premier but avec l'Amiens SC lors de la défaite picarde au RC Strasbourg (2-1), le 8 mai 2009, d'une tête à l'angle de la surface qui trompe Stéphane Cassard. En fin de saison, l'équipe est reléguée en National.
À la suite de cette relégation et après 40 matchs et un but avec le club picard, Steven Nzonzi rejoint le club de Premier League anglaise de Blackburn Rovers.

### Blackburn Rovers
Le 28 juin 2009, Steven Nzonzi signe un contrat de quatre ans pour Blackburn Rovers, club anglais de Premier League. Son gabarit longiligne suscite d'abord des interrogations quant à sa capacité à relever le défi physique anglais, mais l'entraîneur Sam Allardyce lui fait confiance dès le premier match de championnat. Le 4 octobre, il ouvre le score à la 4e minute de jeu face à Arsenal mais Blackburn s'incline 6-2. À la suite de ce but, Steven Nzonzi se dit surpris de la rapidité de son intégration.
Le 10 mai 2010, il est élu meilleur joueur de la saison 2009-2010 par les supporters des Rovers.
Le début de la saison 2010-2011 est plus difficile pour le Francilien. Les bonnes performances de Phil Jones et Vince Grella le relèguent sur le banc.
Le 2 avril 2011, Steven Nzonzi reçoit le premier carton rouge de sa carrière lors du match nul (0–0) face à Arsenal, ayant taclé Laurent Koscielny avec les deux pieds décollés du sol. Steven Nzonzi est suspendu quatre matchs.
Le 26 novembre 2011, contre Stoke City, Steven Nzonzi donne un coup de coude volontaire à Ryan Shawcross à la tête. Steven Nzonzi est suspendu trois matchs.
Le 11 février 2012, il inscrit son premier but de la saison et réalise une passe décisive à Yakubu Aiyegbeni lors d'une victoire (3-2) face aux Queens Park Rangers.
Le 24 mars 2012, il inscrit son deuxième but de lors de la défaite (2–1) face à Bolton Wanderers. À la fin de la saison, Blackburn est relégué pour la première fois depuis 11 ans et Steven Nzonzi demande à quitter le club.

### Stoke City
Le 31 août 2012, il signe en faveur de Stoke City, alors entrainé par le Gallois Tony Pulis, pour un montant de trois millions de livres,.
Il fait ses débuts le 15 septembre 2012, lors du match nul (1-1) face à Manchester City. Il est élu homme du match. Il reçoit de nouveau un carton rouge pour un coup donné à Jack Cork lors du match nul (3-3) face à Southampton le 29 décembre 2012. Cependant, les images montrent qu'il n'y a pas eu contact et le carton rouge est ensuite annulé par la Fédération anglaise,,. Il participe pendant la saison 2012-2013 à 38 matchs et annonce, en fin de saison, ne pas être satisfait chez les Potters.
Sa demande rejetée par le club, il reste au club sous la houlette d'un nouvel entraineur, le Gallois Mark Hughes, et est élu dès le 31 août 2013 homme du match face à West Ham. Les performances suivantes ne sont pas du même acabit et l'assistant de Hughes, Mark Bowen lui conseille d'arrêter de « bouder »,.
Le 23 novembre 2013 il inscrit un but et offre une passe décisive face à Sunderland. Au match retour, il est à nouveau expulsé  et passe plusieurs matchs sur le banc après son retour de suspension. Il effectue son retour en tant que titulaire lors de la victoire (4-1) face à Aston Villa le 23 mars 2014, match durant lequel il inscrit un but. Il termine la saison 2013-2014 avec 40 apparitions. Le club termine à la neuvième position et Steven Nzonzi déclare être heureux d'y jouer.
Steven Nzonzi joue 42 fois pendant la saison 2014-2015 et inscrit 4 buts, dont un lors de la victoire (6-1) sur Liverpool lors du dernier match. Le club finit de nouveau à la neuvième place en championnat et il est élu meilleur joueur de Stoke de la saison,.
En juin 2014, Mark Hughes tente de faire prolonger le joueur entrant dans sa dernière année de contrat. Ses efforts restent vains, et le club accepte une offre de transfert de 7 millions de livres du FC Séville,. Au total, Steven Nzonzi aura passé trois saisons à Stoke City, disputé 120 matchs et inscrit 7 buts.

### Séville FC

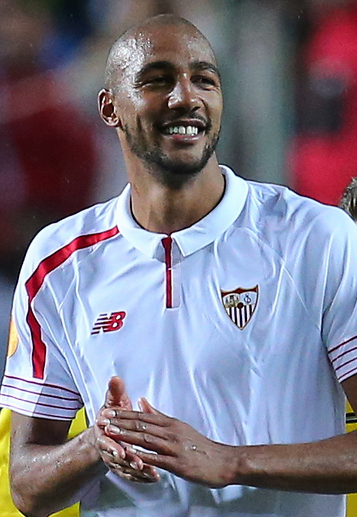
Steven Nzonzi avec le FC Séville en 2016.

Après trois saisons sous le maillot de Stoke City, Steven Nzonzi rejoint le club espagnol du Séville FC, le 9 juillet 2015. Le 22 août 2015, il reçoit son premier carton rouge en Espagne lors d'un match nul (0-0) face à Malaga,.
Le 11 septembre 2015, Steven Nzonzi marque son premier but lors d'un match de championnat espagnol (Liga) face à Levante (victoire 1-2). Le Français s'impose rapidement comme un titulaire indiscutable aux côtés de Grzegorz Krychowiak devant la défense et séduit la presse espagnole. En avril 2016, le club, entrainé par Unai Emery remporte un troisième titre d'affilée en Ligue Europa, le premier pour Steven Nzonzi. À l'époque, le quotidien sportif Marca le considère comme un élément important de l'équipe.
Steven continue sa progression sous les ordres de Jorge Sampaoli, successeur d'Unai Emery parti au Paris Saint-Germain. Le technicien argentin permet à Steven Nzonzi de prendre une nouvelle dimension. L'ancien joueur d'Amiens devient le véritable patron dans l’entre-jeu, peu importe le système proposé par Sampaoli, du 3-4-3 au 4-1-4-1.
Le 23 octobre 2016, il inscrit le but victorieux face à l'Atlético Madrid qui permet au club sévillan de prendre la tête du championnat. Il est élu joueur du mois de janvier 2017 de la Liga. Lors de cette saison 2016-2017, il manque seulement trois matches en Liga et dispute toutes les rencontres en Ligue des champions (élimination en 8e de finale). Ses progrès ne passent pas inaperçus en Espagne. « Ceux qui suivent Nzonzi au quotidien doivent halluciner de voir l'énorme progression d'un joueur qui a vraiment explosé cette année et qui est devenu un des milieux de terrain les plus complets du paysage footballistique », écrit alors Marca.
Ses performances en début de la saison 2017-2018 lui permettent d'obtenir ses premières sélections en équipe de France en novembre 2017. Seulement, sa situation en club se détériore. Le nouvel entraineur argentin Eduardo Berizzo - qui a succédé à Sampaoli - décide de sortir le nouvel international français à la pause d'un match de Ligue des champions contre Liverpool (3-3), le 21 novembre 2017. La rupture est consommée entre les deux hommes et Steven Nzonzi est absent du groupe pour les sept matches suivants. Le joueur français déclare vouloir quitter le club. Mais Berizzo est licencié à la fin du mois de décembre et laisse sa place à l'Italien Vincenzo Montella, qui affirme lors de sa première conférence de presse compter sur Steven Nzonzi. L'intéressé retrouve son poste de sentinelle du milieu de terrain et livre notamment de bonnes prestations contre Manchester United et le Bayern Munich en Ligue des champions.
En avril 2018, Marca analyse qu'« il se trouve être un des joueurs essentiels de cette équipe. Avec Ever Banega, ils constituent la meilleure ligne de l'équipe ». En revanche, il est critiqué pour une sortie en boîte de nuit après la défaite en finale de Coupe du Roi contre le FC Barcelone (0-5) et doit s'excuser publiquement.

### AS Rome
Le 14 août 2018, il s'engage pour quatre saisons avec l'AS Rome. En octobre dans un match compliqué, où Empoli a eu de réelles occasions, l’AS Roma s’est imposée grâce à son but (36e) et Edin Džeko (85e). Le Français, arrivé cet été en provenance du FC Séville, a inscrit son unique but sous les couleurs de la Louve.

### Prêt à Galatasaray
Le 16 août 2019, Steven Nzonzi est prêté pour une saison à Galatasaray. Le 13 décembre suivant, Galatasaray publie un communiqué officiel pour annoncer la mise à l'écart du joueur jusqu'à nouvel ordre. Le club turc évoque « une suspension disciplinaire pour son comportement lors de la dernière séance d'entraînement ». Steven Nzonzi joue quinze matchs avec le club turc avant d'être rappelé par l'AS Rome en janvier 2020.

### Prêt au Stade rennais FC
Le 31 janvier 2020, Steven Nzonzi est cédé en prêt pour six mois (avec une option d'une année supplémentaire) au Stade rennais FC.
Le 8 février 2020, il dispute son premier match avec le Stade rennais FC où il rentre à la 65e face au Stade brestois 29.
Le 30 avril 2020 le prêt de Steven Nzonzi est prolongé automatiquement d'un an avec la qualification de Rennes en Ligue des champions.
Le 19 juin 2021 le club annonce la fin de son prêt en Bretagne.

### Al Rayyan Sports Club
Le 28 septembre 2021, Steven Nzonzi signe un contrat de deux ans avec Al Rayyan, au Qatar. Libéré de son contrat par l'AS Rome, où José Mourinho ne comptait pas sur lui, le champion du monde 2018 a choisi de poursuivre sa carrière au sein du club qatari.

### En équipe nationale
Le 9 octobre 2009, Steven Nzonzi joue sa première rencontre avec l'équipe de France espoirs en entrant en cours de match face à Malte.
D'origine congolaise par son père, Steven Nzonzi est sollicité pendant plusieurs années pour défendre les couleurs de la République démocratique du Congo.
En novembre 2016, le milieu de terrain se confie sur son rêve international dans un entretien accordé à L'Équipe : « Je n'ai jamais eu de contacts avec l'équipe de France. On ne sait même pas que je suis français, donc il n'y a rien d'évident pour ma part ».
En avril 2017, Ariza Makukula, alors directeur sportif de l'équipe nationale congolaise et ambassadeur du football local, déclare sur SFR Sport avoir Steven Nzonzi dans le viseur et avoir souvent insisté pour le convaincre de rejoindre les Léopards.
Le 2 novembre 2017, Steven Nzonzi est appelé pour la première fois en équipe de France par Didier Deschamps pour deux matchs amicaux. Il entre en jeu à la mi-temps le 10 novembre 2017 contre le pays de Galles au Stade de France, à la place de Corentin Tolisso pour sa première sélection. Il enchaîne par une seconde cape contre l'Allemagne trois jours plus tard à Cologne.
Le 17 mai 2018, il fait partie des vingt-trois joueurs français sélectionnés pour disputer la Coupe du monde 2018 en Russie, le sélectionneur surprend en le préférant à Adrien Rabiot.
Il dispute cinq matchs — sur les sept joués par la France — pendant la compétition. Restant sur le banc lors du premier match contre l'Australie, il rentre à la 89e minute contre le Pérou en remplacement de Paul Pogba et est titulaire pour le dernier match de poule contre le Danemark où la qualification pour les huitièmes étant acquise, plusieurs titulaires sont mis au repos. Il ne joue pas le match suivant contre l'Argentine mais il entre en jeu à la 80e minute du quart de finale contre l'Uruguay, remplaçant Corentin Tolisso et joue les dernières minutes de la demi-finale contre la Belgique, remplaçant Olivier Giroud. Lors de la victoire en finale (4-2) contre la Croatie, il remplace N'Golo Kanté à la 55e minute alors que la France ne mène que d'un but (2-1). Sa prestation est remarquée, puisqu'elle permet d'empêcher les Croates d'approcher le but français.

## Style de jeu
Steven Nzonzi évolue comme milieu de terrain à vocation défensive. Il se sent plus à l'aise dans un rôle de sentinelle « box-to-box »,. Puissant physiquement, à l'aise techniquement, il devient incontournable au FC Séville dans le système proposé par Jorge Sampaoli, du 3-4-3 au 4-1-4-1.

## Statistiques

### En club
| Saison                | Club                    | Championnat           | Championnat | Championnat | Coupe nationale | Coupe nationale | Coupe de la Ligue | Coupe de la Ligue | Supercoupe | Supercoupe | Compétition(s) continentale(s) | Compétition(s) continentale(s) | Compétition(s) continentale(s) | Supercoupe UEFA | Supercoupe UEFA | France | France | Total | Total |
| Saison                | Club                    | Division              | M.          | B.          | M.              | B.              | M.                | B.                | M.         | B.         | Comp.                          | M.                             | B.                             | M.              | B.              | M.     | B.     | M.    | B.    |
| 2007-2008             | Amiens SC               | Ligue 2               | 3           | 0           | 2               | 0               | -                 | -                 | -          | -          | -                              | -                              | -                              | -               | -               | -      | -      | 5     | 0     |
| 2008-2009             | Amiens SC               | Ligue 2               | 34          | 1           | 1               | 0               | 1                 | 0                 | -          | -          | -                              | -                              | -                              | -               | -               | -      | -      | 36    | 1     |
| Sous-total            | Sous-total              | Sous-total            | 37          | 1           | 3               | 0               | 1                 | 0                 | -          | -          | -                              | -                              | -                              | -               | -               | -      | -      | 41    | 1     |
| 2009-2010             | Blackburn Rovers FC     | Premier League        | 33          | 2           | -               | -               | 5                 | 0                 | -          | -          | -                              | -                              | -                              | -               | -               | -      | -      | 38    | 2     |
| 2010-2011             | Blackburn Rovers FC     | Premier League        | 21          | 1           | 1               | 0               | 2                 | 0                 | -          | -          | -                              | -                              | -                              | -               | -               | -      | -      | 24    | 1     |
| 2011-2012             | Blackburn Rovers FC     | Premier League        | 32          | 2           | 1               | 0               | 1                 | 0                 | -          | -          | -                              | -                              | -                              | -               | -               | -      | -      | 34    | 2     |
| Sous-total            | Sous-total              | Sous-total            | 86          | 5           | 2               | 0               | 8                 | 0                 | -          | -          | -                              | -                              | -                              | -               | -               | -      | -      | 96    | 5     |
| 2012-2013             | Stoke City FC           | Premier League        | 35          | 1           | 3               | 0               | -                 | -                 | -          | -          | -                              | -                              | -                              | -               | -               | -      | -      | 38    | 1     |
| 2013-2014             | Stoke City FC           | Premier League        | 36          | 2           | 2               | 0               | 2                 | 0                 | -          | -          | -                              | -                              | -                              | -               | -               | -      | -      | 40    | 2     |
| 2014-2015             | Stoke City FC           | Premier League        | 38          | 3           | 2               | 0               | 2                 | 1                 | -          | -          | -                              | -                              | -                              | -               | -               | -      | -      | 42    | 4     |
| Sous-total            | Sous-total              | Sous-total            | 109         | 6           | 7               | 0               | 4                 | 1                 | -          | -          | -                              | -                              | -                              | -               | -               | -      | -      | 120   | 7     |
| 2015-2016             | Séville FC              | Liga                  | 28          | 3           | 6               | 1               | -                 | -                 | -          | -          | C1+C3                          | 5+7                            | 0+0                            | -               | -               | -      | -      | 46    | 4     |
| 2016-2017             | Séville FC              | Liga                  | 35          | 2           | 1               | 0               | -                 | -                 | 1          | 0          | C1                             | 8                              | 1                              | 1               | 0               | -      | -      | 46    | 3     |
| 2017-2018             | Séville FC              | Liga                  | 27          | 1           | 7               | 0               | -                 | -                 | -          | -          | C1                             | 10                             | 0                              | -               | -               | 9      | 0      | 53    | 1     |
| Sous-total            | Sous-total              | Sous-total            | 90          | 6           | 14              | 1               | -                 | -                 | 1          | 0          | -                              | 30                             | 1                              | 1               | 0               | 9      | 0      | 145   | 8     |
| 2018-2019             | AS Rome                 | Serie A               | 30          | 1           | 1               | 0               | -                 | -                 | -          | -          | C1                             | 8                              | 0                              | -               | -               | 5      | 0      | 44    | 1     |
| 2019-2020             | Galatasaray SK (prêt)   | Süper Lig             | 10          | 0           | -               | -               | -                 | -                 | -          | -          | C1                             | 5                              | 0                              | -               | -               | -      | -      | 15    | 0     |
| 2019-2020             | Stade rennais FC (prêt) | Ligue 1               | 5           | 0           | 2               | 0               | -                 | -                 | -          | -          | C3                             | -                              | -                              | -               | -               | -      | -      | 7     | 0     |
| 2020-2021             | Stade rennais FC (prêt) | Ligue 1               | 34          | 1           | -               | -               | -                 | -                 | -          | -          | C1                             | 5                              | 0                              | -               | -               | 6      | 0      | 45    | 1     |
| Sous-total            | Sous-total              | Sous-total            | 39          | 1           | 2               | 0               | -                 | -                 | -          | -          | -                              | 5                              | 0                              | -               | -               | 6      | 0      | 52    | 1     |
| Total sur la carrière | Total sur la carrière   | Total sur la carrière | 401         | 20          | 29              | 1               | 13                | 1                 | 1          | 0          | -                              | 48                             | 1                              | 1               | 0               | 20     | 0      | 513   | 23    |

### Liste des matchs internationaux
| Matchs internationaux de Steven Nzonzi | Matchs internationaux de Steven Nzonzi | Matchs internationaux de Steven Nzonzi                | Matchs internationaux de Steven Nzonzi | Matchs internationaux de Steven Nzonzi | Matchs internationaux de Steven Nzonzi | Matchs internationaux de Steven Nzonzi                              |
|                                        | Date                                   | Lieu                                                  | Adversaire                             | Résultat                               | Compétition                            | Notes                                                               |
| -------------------------------------- | -------------------------------------- | ----------------------------------------------------- | -------------------------------------- | -------------------------------------- | -------------------------------------- | ------------------------------------------------------------------- |
| 1.                                     | 10 novembre 2017                       | Stade de France, Saint-Denis, France                  | Pays de Galles                         | 2 - 0                                  | Match amical                           | Entre en jeu à la place de Corentin Tolisso à la 45e minute de jeu. |
| 2.                                     | 14 novembre 2017                       | RheinEnergieStadion, Cologne, Allemagne               | Allemagne                              | 2 - 2                                  | Match amical                           | Entre en jeu à la place de Blaise Matuidi à la 64e minute de jeu.   |
| 3.                                     | 28 mai 2018                            | Stade de France, Saint-Denis, France                  | République d'Irlande                   | 2 - 0                                  | Match amical                           | Titulaire.                                                          |
| 4.                                     | 1er juin 2018                          | Allianz Riviera, Nice, France                         | Italie                                 | 3 - 1                                  | Match amical                           | Entre en jeu à la place de Paul Pogba à la 86e minute de jeu.       |
| 5.                                     | 21 juin 2018                           | Iekaterinbourg Arena, Iekaterinbourg, Russie          | Pérou                                  | 1 - 0                                  | Coupe du monde 2018                    | Entre en jeu à la place de Paul Pogba à la 89e minute de jeu.       |
| 6.                                     | 26 juin 2018                           | Stade Loujniki, Moscou, Russie                        | Danemark                               | 0 - 0                                  | Coupe du monde 2018                    | Titulaire.                                                          |
| 7.                                     | 6 juillet 2018                         | Stade de Nijni Novgorod, Nijni Novgorod, Russie       | Uruguay                                | 0 - 2                                  | Coupe du monde 2018                    | Entre en jeu à la place de Corentin Tolisso à la 80e minute de jeu. |
| 8.                                     | 10 juillet 2018                        | Stade de Saint-Pétersbourg, Saint-Pétersbourg, Russie | Belgique                               | 1 - 0                                  | Coupe du monde 2018                    | Entre en jeu à la place d'Olivier Giroud à la 85e minute de jeu.    |
| 9.                                     | 15 juillet 2018                        | Stade Loujniki, Moscou, Russie                        | Croatie                                | 4 - 2                                  | Coupe du monde 2018                    | Entre en jeu à la place de N'Golo Kanté à la 55e minute de jeu.     |
| 10.                                    | 9 septembre 2018                       | Stade de France, Saint-Denis, France                  | Pays-Bas                               | 2 - 1                                  | Ligue des nations 2018-2019            | Entre en jeu à la place d'Antoine Griezmann à la 81e minute de jeu. |
| 11.                                    | 11 octobre 2018                        | Stade de Roudourou, Guingamp, France                  | Islande                                | 2 - 2                                  | Match amical                           | Titulaire.                                                          |
| 12.                                    | 16 octobre 2018                        | Stade de France, Saint-Denis, France                  | Allemagne                              | 2 - 1                                  | Ligue des nations 2018-2019            | Entre en jeu à la place de N'Golo Kanté à la 90+3e minute de jeu.   |
| 13.                                    | 16 novembre 2018                       | Stade de Feyenoord, Rotterdam, Pays-Bas               | Pays-Bas                               | 2 - 0                                  | Ligue des nations 2018-2019            | Titulaire.                                                          |
| 14.                                    | 20 novembre 2018                       | Stade de France, Saint-Denis, France                  | Uruguay                                | 1 - 0                                  | Match amical                           | Entre en jeu à la place de Blaise Matuidi à la 62e minute de jeu.   |
| 15.                                    | 5 septembre 2020                       | Friends Arena, Solna, Suède                           | Suède                                  | 0 - 1                                  | Ligue des nations 2020-2021            | Entre en jeu à la place de Olivier Giroud à la 90+2e minute de jeu. |
| 16.                                    | 8 septembre 2020                       | Stade de France, Saint-Denis, France                  | Croatie                                | 4 - 2                                  | Ligue des nations 2020-2021            | Titulaire.                                                          |
| 17.                                    | 7 octobre 2020                         | Stade de France, Saint-Denis, France                  | Ukraine                                | 7 - 1                                  | Match amical                           | Titulaire.                                                          |
| 18.                                    | 14 octobre 2020                        | Stade Maksimir, Zagreb, Croatie                       | Croatie                                | 1 - 2                                  | Ligue des nations 2020-2021            | Titulaire.                                                          |
| 19.                                    | 11 novembre 2020                       | Stade de France, Saint-Denis, France                  | Finlande                               | 0 - 2                                  | Match amical                           | Titulaire.                                                          |
| 20.                                    | 17 novembre 2020                       | Stade de France, Saint-Denis, France                  | Suède                                  | 4 - 2                                  | Ligue des nations 2020-2021            | Entre en jeu à la place d'Adrien Rabiot à la 78e minute de jeu.     |

## Palmarès

### En club
Séville FC
- Vainqueur de la Ligue Europa : 2016.
- Finaliste de la Supercoupe de l'UEFA : 2016.
- Finaliste de la Coupe d'Espagne : 2018.

### En sélection nationale
France
- Vainqueur de la Coupe du monde : 2018.
- Vainqueur de la Nations League : 2021.

### Distinction personnelle
- Joueur du mois en Liga en janvier 2017.

## Décoration
- Chevalier de la Légion d'honneur. Par décret du Président de la République en date du 31 décembre 2018, tous les membres de l'équipe de France championne du monde 2018 sont promus au grade de Chevalier de la Légion d'honneur[66].